# Arcidiocesi di Matera-Irsina

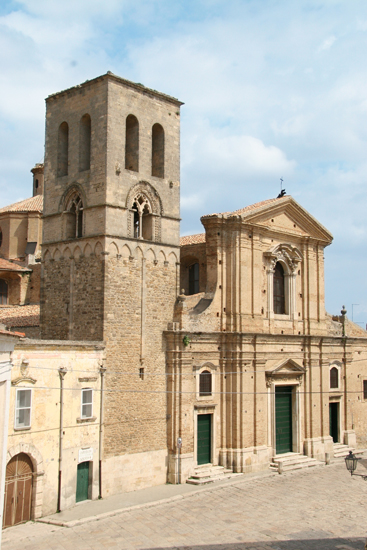
La concattedrale di Santa Maria Assunta di Irsina.

L'arcidiocesi di Matera-Irsina (in latino Archidioecesis Materanensis-Montis Pelusii) è una sede della Chiesa cattolica in Italia suffraganea dell'arcidiocesi di Potenza-Muro Lucano-Marsico Nuovo appartenente alla regione ecclesiastica Basilicata. Nel 2023 contava 126.000 battezzati su 146.000 abitanti. È retta dall'arcivescovo Benoni Ambăruş.
A questa sede è unito il titolo abbaziale di San Michele Arcangelo di Montescaglioso (in latino Sancti Angeli Montis Caveosi).

## Territorio
L'arcidiocesi comprende 13 comuni della provincia di Matera: Bernalda, Craco, Ferrandina, Grottole, Irsina, Matera, Miglionico, Montalbano Jonico, Montescaglioso, Pisticci, Pomarico, Salandra e Scanzano Jonico.
Sede arcivescovile è la città di Matera, dove si trova la cattedrale di Santa Maria della Bruna. A Irsina sorge la concattedrale di Santa Maria Assunta.
Il territorio si estende su 2.096 km² ed è suddiviso in 55 parrocchie, raggruppate in 3 vicarie: vicaria Matera (21 parrocchie), vicaria Mare (21 parrocchie) e vicaria Collina (13 parrocchie).

### Santuari
Elenco dei santuari dell'arcidiocesi di Matera-Irsina, come attestato dal sito web dell'arcidiocesi:
- Santuario dell'adorazione perpetua delle Sante Lucia e Agata alla Fontana a Matera
- Santuario di Santa Maria di Picciano a Matera
- Santuario di San Francesco da Paola a Matera
- Santuario di Santa Maria della Palomba a Matera
- Santuario della Madonna del Casale a Pisticci

## Storia

### Sede di Montepeloso (Irsina dal 1898)
La diocesi di Montepeloso fu eretta dai Bizantini tra la fine del X secolo e l'inizio dell'XI; nessun vescovo è noto di questo periodo. Scomparsa con la conquista normanna della città nel 1042, la sede, «anticamente ornata di dignità episcopale», fu ristabilita da papa Callisto III, come si evince da una sua bolla del 1123 al vescovo Leone. Nella stessa bolla il papa annulla l'unione di Montepeloso con Tricarico, stabilita dall'arcivescovo di Acerenza. All'abate del monastero di Santa Maria Callisto III concesse il doppio titolo di abate-vescovo. Tuttavia, la diocesi scomparve nuovamente una decina di anni dopo, quando nel 1133 la città fu ancora una volta distrutta dai Normanni.
Nel secolo successivo gli abitanti chiesero a più riprese ai papi la ricostituzione dell'antica sede, ma prima Celestino III, poi Innocenzo III ed infine Gregorio IX respinsero le loro richieste; Innocenzo III dovette persino cassare l'elezione di un vescovo (1240).
La diocesi fu infine ristabilita nel 1460 ricavandone il territorio dalla diocesi di Andria. I primi tre vescovi tuttavia sembrano essere contestualmente anche vescovi di Andria; forse fino al 1479 le due sedi erano unite. Martino Sotomayor, deceduto nel 1477, fu sepolto nella cattedrale di Andria, come ricorda l'epitaffio a lui dedicato nella cattedrale. La diocesi era immediatamente soggetta alla Santa Sede.
Il 27 giugno 1818 con la bolla De utiliori di papa Pio VII, che faceva seguito al concordato tra la Santa Sede ed il regno delle Due Sicilie, la diocesi fu unita aeque principaliter alla diocesi di Gravina.
L'11 ottobre 1976 a seguito della bolla Apostolicis Litteris di papa Paolo VI le due sedi furono separate, e la diocesi di Montepeloso (denominata Irsina dal 1898 dopo che nel 1895 la città aveva cambiato nome) fu unita aeque principaliter alla diocesi di Matera.

### Sede di Matera
Secondo il cronista Lupo Protospata ed alcuni scrittori dei Concili, risulterebbe la presenza di un vescovo di Matera al sinodo romano del 482 e alla conferenza di Cartagine del 484, ma tale ipotesi non è considerata molto attendibile. Lo storico Giuseppe Gattini, inoltre, riporta un elenco di 38 vescovi di Matera dal 600 al 1200.
Tuttavia, il primo documento ufficiale che attesta l'esistenza della sede vescovile a Matera risale al 968, quando il patriarca di Costantinopoli impartì l'ordine di assoggettare le sedi vescovili di Acerenza, Matera, Gravina, Tursi e Tricarico all'arcivescovo greco-bizantino di Otranto.
Altro documento da cui si evince l'esistenza di una sede vescovile materana è una pergamena datata 16 maggio 1082 in cui l'arcivescovo di Acerenza Arnaldo concedeva «al diletto figlio in Cristo Dom. Stefano, venerabile Abate, di consacrare il nuovo tempio, riedificato ed ampliato, in onore del santo martire di Cristo Eustachio, con il consenso e la esplicita volontà del diletto fratello in Cristo il vescovo Benedetto, pastore della Chiesa materana e del suo clero». In quello stesso anno, dopo la morte del vescovo di Matera Benedetto, la Diocesi materana fu annessa ad tempus a quella acheruntina ed Arnaldo diventò così vescovo di Acerenza e Matera.
Secondo alcune ipotesi Matera venne in quell'occasione elevata al rango di arcidiocesi; in realtà il documento ufficiale che garantisce la promozione ad arcidiocesi è la bolla di papa Innocenzo III del 7 maggio 1203, che stabilisce l'unione aeque principaliter della Chiesa materana con l'arcidiocesi di Acerenza.
Questa unione durò oltre sette secoli, e non fu senza contrasti; nel 1440 infatti papa Eugenio IV separò le due diocesi, facendo amministrare Matera prima dal vescovo di Mottola e poi da un frate francescano, Maio (o Marsio) d'Otranto. Nel 1444 però fu ripristinata l'unione e nel 1471 papa Sisto IV decretò che l'arcivescovo assumesse il titolo di Acerenza e Matera quando dimorava in Acerenza, e viceversa il titolo di Matera e Acerenza quando dimorava in Matera. I contrasti continuarono tanto che papa Clemente VIII († 1605) stabilì che la precedenza del titolo spettava ad Acerenza, diocesi più antica, ed il soggiorno dell'arcivescovo fosse a Matera, a causa della sua maggiore comodità.
Papa Urbano VI fu arcivescovo di Matera e Acerenza dal 1363 al 1377.
Nel 1818, con la bolla De utiliori, la sede di Matera fu soppressa ed il suo territorio unito a quello di Acerenza; l'errore fu riparato con due bolle del 18 marzo 1819 e del 9 novembre 1822.
Il 5 agosto 1910 agli arcivescovi di Acerenza e Matera fu concesso di aggiungere il titolo di abati di Sant'Angelo di Montescaglioso. Dal 1954 questo titolo sarà appannaggio dei soli arcivescovi di Matera.
L'11 agosto 1945 le parrocchie presenti nei comuni di Bernalda, Ferrandina, Ginosa, Grottole, Laterza, Metaponto, Miglionico, Montescaglioso, Pisticci e Pomarico furono separate dall'arcidiocesi di Acerenza e unite all'arcidiocesi di Matera in forza del decreto Excellentissus della Congregazione Concistoriale.
Il 2 luglio 1954 le chiese di Matera e Acerenza vennero definitivamente separate con la bolla Acherontia di papa Pio XII e furono costituite due province ecclesiastiche: la chiesa metropolitana di Matera e la chiesa metropolitana di Acerenza. A Matera furono assegnate le diocesi suffraganee di Anglona-Tursi e di Tricarico.
Il 21 agosto 1976 con la bolla Quo aptius di papa Paolo VI furono soppresse le due province ecclesiastiche, e Matera, assieme ad Acerenza, divenne una sede vescovile suffraganea dell'arcidiocesi di Potenza, contestualmente elevata a sede metropolitana.
L'11 ottobre 1976 la diocesi di Matera fu unita aeque principaliter alla diocesi di Montepeloso (Irsina).
Il 28 novembre 1977 fu restituito alla diocesi di Matera il titolo di arcidiocesi. I territori di Ginosa e Laterza passarono dall'arcidiocesi di Matera alla diocesi di Castellaneta.
Il 30 settembre 1986, con il decreto Instantibus votis della Congregazione per i vescovi, l'unione tra Matera e Montepeloso è divenuta piena e la diocesi risultante ha assunto il nome attuale.
Dal 4 marzo 2023 è unita in persona episcopi alla diocesi di Tricarico.

## Cronotassi dei vescovi
Si omettono i periodi di sede vacante non superiori ai 2 anni o non storicamente accertati.

### Vescovi di Montepeloso
- Leone † (1123 - ?)
  - Sede soppressa (1133-1460)
- Antonello, O.F.M. † (1460 - ?)
- Rogerio di Atella, O.F.M. † (1463 - ?)
- Martino Sotomayor, O.Carm. † (18 settembre 1471 - 1477 deceduto)
  - Donato † (24 maggio 1479 - ? dimesso) (vescovo eletto)
- Antonio de Maffeis † (25 giugno 1479 - 1482 deceduto)
- Giulio Cesare Cantelmi † (20 marzo 1482 - 1491 dimesso)
- Leonardo Carmini † (10 gennaio 1491 - 21 novembre 1498 nominato vescovo di Trivento)
- Marco Coppola, figlio di Francesco Coppola conte di Sarno, O.S.B. † (26 novembre 1498 - 1527 deceduto)
- Agostino Landolfi, O.S.A. † (23 marzo 1528 - 1532 dimesso)
  - Giovanni Domenico de Cupis † (13 novembre 1532 - 11 aprile 1537 dimesso) (amministratore apostolico)
- Bernardino Tempestini † (11 aprile 1537 - 1540 dimesso)
- Martino Croce † (15 novembre 1540 - 1546 deceduto)
- Paolo de Cupis † (27 gennaio 1546 - 25 febbraio 1548 nominato vescovo di Recanati)
- Ascanio Ferrari † (25 febbraio 1548 - 1550 dimesso)
- Vincenzo Ferreri † (5 novembre 1550 - 1561 dimesso)
- Luigi di Campania † (5 dicembre 1561 - 5 luglio 1566 nominato vescovo di Mottola)
- Vincenzo Ferreri † (16 ottobre 1564 - 2 giugno 1578 nominato vescovo di Umbriatico) (per la seconda volta)
- Lucio Maranta † (2 giugno 1578 - 1592 deceduto)
- Gioia Dragomani † (27 novembre 1592 - 1596 dimesso[8])
- Camillo de Scribani † (20 ottobre 1596 - 1600 deceduto)
- Ippolito Manari, O.S.M. † (20 marzo 1600 - 17 dicembre 1604 deceduto)
- Franciscus Persico † (3 agosto 1605 - 1615 deceduto)
- Tommaso Sanfelice, C.R. † (2 dicembre 1615 - 12 dicembre 1620 deceduto)
- Onorio Griffagni, O.S.B. † (17 marzo 1621 - 1623 deceduto)
- Diego Merino, O.Carm. † (20 novembre 1623 - 24 agosto 1626 nominato vescovo di Isernia)
- Teodoro Pelleoni, O.F.M.Conv. † (1º marzo 1627 - 1636 deceduto)
- Gaudio Castelli † (12 gennaio 1637 - ottobre 1637 deceduto)
- Attilio Orsini † (1º marzo 1638 - 1654 deceduto)
- Filippo Cesarini † (5 luglio 1655 - 12 marzo 1674 nominato vescovo di Nola)
- Raffaele Riario Di Saono, O.S.B. † (7 maggio 1674 - settembre 1683 deceduto)
- Fabrizio Susanna † (24 aprile 1684 - novembre 1705 deceduto)
- Antonio Aiello † (22 febbraio 1706 - gennaio 1714 deceduto)
- Domenico Potenza † (10 gennaio 1718 - 4 maggio 1739 deceduto)
- Cesare Rossi † (15 luglio 1739 - 23 febbraio 1750 nominato vescovo di Gerace)
- Bartolomeo Coccoli † (27 aprile 1750 - febbraio 1761 deceduto)
- Francesco Paolo Carelli † (6 aprile 1761 - 14 aprile 1763 deceduto)
- Tommaso Agostino de Simone † (18 luglio 1763 - gennaio 1781 deceduto)
  - Sede vacante (1781-1792)
- Francesco Saverio Saggese † (27 febbraio 1792 - prima del 6 dicembre 1794 deceduto)
- Michele Arcangelo Lupoli † (18 dicembre 1797 - 25 maggio 1818 nominato arcivescovo di Conza e Campagna)
  - Unita aeque principaliter con Gravina (1818-1976)

### Vescovi di Matera
- Anonimo † (menzionato nel 968)
- Benedetto † (? - 1082 deceduto)

### Arcivescovi di Acerenza e Matera
- Andrea † (7 maggio 1203 - 1231 dimesso)
- Andrea † (1236 - circa 1246 deceduto) (per la seconda volta)[9]
- Anselmo † (18 aprile 1253 - circa 1255 deceduto)
- Lorenzo, O.P. † (5 aprile 1267 - 15 novembre 1276 deceduto)
- Pietro d'Archia † (22 giugno 1279 - circa 1300 deceduto)
  - Gentile Stefaneschi Orsini, O.P. † (3 giugno 1300 - 5 agosto 1303 deceduto) (amministratore apostolico)
  - Guy de Pernes, O.S.B.Clun. † (6 settembre 1303 - 13 novembre 1306 nominato vescovo di Toul) (amministratore apostolico)
- Landolfo (o Rudolfo), O.P. † (12 agosto 1307 - 6 novembre 1307 deceduto)
- Roberto II, O.P. † (18 agosto 1308 - 1334 deceduto)
- Pietro VII † (4 luglio 1334 - 1342 o 1343 deceduto)
- Giovanni Corcello † (29 gennaio 1343 - circa 1363 deceduto)
- Bartolomeo Prignano † (22 marzo 1363 - 13 gennaio 1377 nominato arcivescovo di Bari, poi eletto papa con il nome di Urbano VI)
- Niccolò Acconciamuro † (8 aprile 1377 - 5 novembre 1378 nominato arcivescovo di Bari)
- Obbedienza avignonese:
  - Giacomo di Silvestro † (7 febbraio 1379 - ? deceduto)
  - Bisanzio Morelli † (1384 - ? deceduto)
  - Tommaso di Bitonto † (20 dicembre 1393 - ? deceduto)
- Obbedienza romana e pisana:
  - Giacomo † (menzionato il 15 ottobre 1381)
  - Nicola †
  - Pietro Giovanni de Baraballis, O.F.M. † (1392 - 15 marzo 1395 nominato arcivescovo di Corinto)
  - Stefano Goberio, O.F.M. † (15 marzo 1395 - 5 marzo 1403 nominato vescovo di Calvi)
  - Riccardo de Olibano † (6 novembre 1402 - 1407)
  - Niccolò Piscicelli, O.Cist. † (16 marzo 1407 - 21 febbraio 1415 nominato arcivescovo di Salerno)
- Manfredi Aversano † (20 febbraio 1415 - 4 agosto 1444 deceduto)
  - Maio d'Otranto, O.F.M. † (1440 - 1444) (amministratore apostolico di Matera)
- Marino De Paulis † (4 settembre 1444 - settembre 1470 deceduto)
- Francesco Enrico Lunguardo, O.P. † (1470 - 8 dicembre 1482 deceduto)
- Vincenzo Palmieri † (14 marzo 1483 - 30 luglio 1518 dimesso)
- Andrea Matteo Palmieri † (30 luglio 1518 - 21 agosto 1528 dimesso)
- Francesco Palmieri, O.F.M. † (21 agosto 1528 - agosto 1530 deceduto)
  - Andrea Matteo Palmieri † (1530 - 1531 dimesso) (amministratore apostolico)
- Giovanni Michele Saraceni † (21 giugno 1531 - 1556 dimesso)
- Sigismondo Saraceno † (4 maggio 1556 - 7 gennaio 1585 deceduto)
- Francesco Antonio Santorio † (28 luglio 1586 - 28 agosto 1589 deceduto)
- Francisco Avellaneda † (30 gennaio 1591 - 3 ottobre 1591 deceduto)
- Scipione di Tolfa † (20 dicembre 1593 - 12 febbraio 1595 deceduto)
- Giovanni Trulles de Myra † (11 marzo 1596 - novembre 1600 deceduto)
  - Sede vacante (1600-1605)
- Giuseppe de Rubeis † (12 settembre 1605 - 5 febbraio 1610 deceduto)
- Giovanni Spilla, O.P. † (19 gennaio 1611 - 20 settembre 1619 deceduto)
- Fabrizio Antinoro † (10 gennaio 1622 - 13 novembre 1630 nominato arcivescovo, titolo personale, di Siracusa)
- Giovanni Domenico Spinola † (13 novembre 1630 - 26 aprile 1632 nominato arcivescovo, titolo personale, di Luni e Sarzana)
- Simone Carafa Roccella, C.R. † (30 agosto 1638 - 16 settembre 1647 nominato arcivescovo di Messina)
- Giambattista Spinola † (18 maggio 1648 - 10 novembre 1664 nominato arcivescovo di Genova)
- Vincenzo Lanfranchi, C.R. † (7 dicembre 1665 - 6 settembre 1676 deceduto)
- Antonio del Río Colmenares † (14 marzo 1678 - aprile 1702 deceduto)
- Antonio Maria Brancaccio, C.R. † (4 giugno 1703 - 10 dicembre 1722 deceduto)
- Giuseppe Maria Positano, O.P. † (27 settembre 1723 - 14 marzo 1730 deceduto)
- Alfonso Mariconda, O.S.B. † (11 dicembre 1730 - 5 o 13 febbraio 1737 deceduto)
- Giovanni Rosso, C.R. † (8 luglio 1737 - 21 maggio 1738 nominato arcivescovo di Taranto)
- Francesco Lanfreschi † (21 maggio 1738 - 8 febbraio 1754 deceduto)
- Anton Ludovico Antinori, C.O. † (22 aprile 1754 - 24 aprile 1758 dimesso)
- Serafino Filangieri, O.S.B. † (22 novembre 1758 - 23 agosto 1762 nominato arcivescovo di Palermo)
- Nicola Filomarini, O.S.B.Coel. † (16 maggio 1763 - 31 agosto 1767 nominato arcivescovo, titolo personale, di Caserta)
- Carlo Parlati, P.O. † (14 dicembre 1767 - 27 gennaio o 24 febbraio 1774 deceduto)
- Giuseppe Sparano † (29 maggio 1775 - 5 giugno 1776 deceduto)
- Francesco Zunica † (16 dicembre 1776 - 16 o 23 dicembre 1796 deceduto)
- Camillo Cattaneo della Volta † (18 dicembre 1797 - 13 marzo 1834 deceduto)
- Antonio Di Macco † (6 aprile 1835 - 7 agosto 1854 deceduto)
- Gaetano Rossini † (23 marzo 1855 - 27 marzo 1867 nominato arcivescovo, titolo personale, di Molfetta, Giovinazzo e Terlizzi)
- Pietro Giovine † (27 ottobre 1871 - 11 settembre 1879 deceduto)
- Gesualdo Nicola Loschirico, O.F.M.Cap. † (27 febbraio 1880 - 30 marzo 1890 deceduto)
- Francesco Maria Imparati, O.F.M.Obs. † (23 giugno 1890 - 11 luglio 1892 deceduto)
- Raffaele di Nonno, C.SS.R. † (16 gennaio 1893 - 24 giugno 1895 deceduto)
- Diomede Angelo Raffaele Gennaro Falconio, O.F.M.Ref. † (29 novembre 1895 - 3 agosto 1899 nominato delegato apostolico in Canada e Newfoundland[10])
- Raffaele Rossi † (14 dicembre 1899 - 18 agosto 1906 deceduto)
- Anselmo Filippo Pecci, O.S.B. † (7 settembre 1907 - 10 aprile 1945 dimesso[11])
- Vincenzo Cavalla † (8 settembre 1946 - 14 febbraio 1954 deceduto)

### Arcivescovi di Matera
- Giacomo Palombella † (2 luglio 1954 - 12 giugno 1974 ritirato)
- Michele Giordano † (12 giugno 1974 - 11 ottobre 1976 nominato arcivescovo, titolo personale, di Matera e Irsina)

### Arcivescovi di Matera e Irsina, poi Matera-Irsina
- Michele Giordano † (11 ottobre 1976 - 9 maggio 1987 nominato arcivescovo di Napoli)[12]
- Ennio Appignanesi † (21 gennaio 1988 - 19 gennaio 1993 nominato arcivescovo di Potenza-Muro Lucano-Marsico Nuovo)
- Antonio Ciliberti † (6 maggio 1993 - 31 gennaio 2003 nominato arcivescovo di Catanzaro-Squillace)
- Salvatore Ligorio (20 marzo 2004 - 5 ottobre 2015 nominato arcivescovo di Potenza-Muro Lucano-Marsico Nuovo)
- Antonio Giuseppe Caiazzo (12 febbraio 2016 - 7 gennaio 2025 nominato arcivescovo, titolo personale, di Cesena-Sarsina)
- Benoni Ambăruş, dal 18 giugno 2025

## Vescovi originari dell'arcidiocesi
- Francesco Maria Tansi (Matera, 1º novembre 1668 - Teramo, 18 luglio 1723), vescovo di Teramo
- Tommaso Antonio Gigli (Grottole, 30 marzo 1772 - Portici, 22 luglio 1865), vescovo di Muro Lucano
- Vito Roberti (Matera, 11 settembre 1911 - Matera, 1º agosto 1998), arcivescovo, titolo personale, di Caserta; già nunzio apostolico in Congo, Ruanda e Burundi
- Michele Scandiffio (Pomarico, 29 settembre 1928 - Matera, 6 giugno 2022), arcivescovo di Acerenza
- Giuseppe Rocco Favale (Irsina, 11 luglio 1935 - Gravina in Puglia, 29 giugno 2018), vescovo di Vallo della Lucania
- Biagio Colaianni (Matera, 3 giugno 1957), arcivescovo di Campobasso-Boiano
- Rocco Pennacchio (Matera, 16 giugno 1963), arcivescovo di Fermo

## Statistiche
L'arcidiocesi nel 2023 su una popolazione di 146.000 persone contava 126.000 battezzati, corrispondenti all'86,3% del totale.
| anno | popolazione | popolazione | popolazione | presbiteri | presbiteri | presbiteri | presbiteri                | diaconi | religiosi | religiosi | parrocchie |
| anno | battezzati  | totale      | %           | numero     | secolari   | regolari   | battezzati per presbitero | diaconi | uomini    | donne     | parrocchie |
| ---- | ----------- | ----------- | ----------- | ---------- | ---------- | ---------- | ------------------------- | ------- | --------- | --------- | ---------- |
| 1970 | ?           | 136.764     | ?           | 125        | 94         | 31         | ?                         |         | 34        | 62        | 39         |
| 1980 | 138.900     | 139.900     | 99,3        | 86         | 54         | 32         | 1.615                     | 2       | 34        | 143       | 50         |
| 1990 | 139.000     | 141.800     | 98,0        | 86         | 56         | 30         | 1.616                     |         | 32        | 113       | 50         |
| 1999 | 140.600     | 141.653     | 99,3        | 83         | 64         | 19         | 1.693                     |         | 22        | 81        | 51         |
| 2000 | 140.600     | 141.653     | 99,3        | 92         | 73         | 19         | 1.528                     |         | 21        | 81        | 51         |
| 2001 | 140.600     | 141.653     | 99,3        | 95         | 80         | 15         | 1.480                     |         | 17        | 81        | 51         |
| 2002 | 140.000     | 140.899     | 99,4        | 84         | 69         | 15         | 1.666                     | 1       | 18        | 63        | 52         |
| 2003 | 140.000     | 140.899     | 99,4        | 92         | 72         | 20         | 1.521                     | 1       | 23        | 61        | 52         |
| 2004 | 140.000     | 140.899     | 99,4        | 94         | 74         | 20         | 1.489                     | 1       | 23        | 61        | 52         |
| 2013 | 140.000     | 144.644     | 96,8        | 98         | 69         | 29         | 1.428                     |         | 32        | 64        | 55         |
| 2016 | 139.000     | 142.794     | 97,3        | 94         | 69         | 25         | 1.478                     | 4       | 30        | 62        | 55         |
| 2019 | 129.800     | 149.800     | 86,6        | 91         | 68         | 23         | 1.426                     | 4       | 29        | 60        | 56         |
| 2021 | 128.250     | 148.000     | 86,7        | 93         | 70         | 23         | 1.379                     | 4       | 26        | 30        | 55         |
| 2023 | 126.000     | 146.000     | 86,3        | 91         | 68         | 23         | 1.384                     | 4       | 26        | 30        | 55         |

### Diocesi di Montepeloso
- Giuseppe Cappelletti, Le Chiese d'Italia della loro origine sino ai nostri giorni, vol. XXI, Venezia, 1870, pp. 371–375
- (FR)  Louis Duchesne, L'évêché de Montepeloso, in Scripta Minora. Études de topographie romaine et de géographie ecclésiastique, Rome, 1973, pp. 455–465
- Vincenzo D'Avino, Cenni storici sulle chiese arcivescovili, vescovili, e prelatizie (nullius) del regno delle Due Sicilie, Napoli, 1848, pp. 408–411
- (LA)  Pius Bonifacius Gams, Series episcoporum Ecclesiae Catholicae, Leipzig, 1931, pp. 900–901
- (LA)  Konrad Eubel, Hierarchia Catholica Medii Aevi, vol. 2, pp. 195–196; vol. 3, p. 249; vol. 4, pp. 247–248; vol. 5, pp. 274–275; vol. 6, pp. 295–296
- (LA)  Bolla De utiliori, in Bullarii romani continuatio, Tomo XV, Romae, 1853, pp. 56–61